# Wiktor Boczkow
Wiktor Michajłowicz Boczkow (ros. Виктор Михайлович Бочков, ur. 16 października?/29 października 1900, zm. 2 sierpnia 1981) – oficer Armii Czerwonej, długoletni funkcjonariusz organów bezpieczeństwa OGPU/NKWD/MSW ZSRR, generał porucznik.

## Życiorys
Urodzony w sierpniu 1900 w rodzinie rosyjskiego chłopa w guberni mohylewskiej. Ukończył różne kursy dowódcze w Armii Czerwonej, także studia w Akademii Wojskowej im. Michaiła Frunzego. Na początku lat dwudziestych służył w Armii Czerwonej, m.in. jako dowódca oddziału zwiadowców konnych w brygadzie kawalerii w 15 Armii.
Służbę w organach bezpieczeństwa rozpoczął bardzo wcześnie już w październiku 1922, w GPU. Z początku służył jako dowódca różnych jednostek pogranicznych GPU. We wrześniu 1925 ukończył Wyższą Szkołę Pograniczną OGPU, w następnych latach dowodził różnymi strażnicami i oddziałami pogranicza, a od lipca 1930 do stycznia 1932 był naczelnikiem Kijowskiej Szkoły OGPU. Następnie służył na różnych stanowiskach m.in. jako naczelnik szkoły OGPU w Petrodworcu. Pod koniec 1938 został przeniesiony do Moskwy, do centrali NKWD na Łubiance, gdzie chwilowo objął stanowisko szefa Zarządu Głównego Więziennictwa NKWD. W grudniu 1938 roku, został mianowany szefem Wydziału 4 GUGB (Głównego Zarządu Bezpieczeństwa Państwowego) przy NKWD ZSRR. W czasie agresji ZSRR na Polskę w 1939 nadzorował z Białorusi koordynację działań grup operacyjno-czekistowskich na terytorium państwa polskiego. Od sierpnia 1940 do listopada 1943, pełnił funkcję prokuratora, w tym samym czasie był także naczelnikiem Oddziału Specjalnego (OO) NKWD przy jednym z frontów. W latach 1944–1951 był naczelnikiem Głównego Zarządu Wojsk Konwojowych NKWD, od 1946 Głównego Zarządu Wojsk Konwojowych Ministerstwa Spraw Wewnętrznych ZSRR. Następnie w latach 1951–1955 był szefem Zarządu Ochrony Gułag MSW ZSRR, a od 1955 do 1957 roku zastępcą naczelnika Gułag MSW ZSRR.
W swojej długiej karierze w organach OGPU/NKWD/MSW był wielokrotnie odznaczany m.in. trzykrotnie Orderami Czerwonego Sztandaru (m.in. 29 sierpnia 1939 i 3 listopada 1944), dwukrotnie Orderem Lenina (26 kwietnia 1940 i 21 lutego 1945), dwukrotnie Orderem Wojny Ojczyźnianej I klasy (29 października 1948 i 24 sierpnia 1949), Odznaką „Zasłużony Funkcjonariusz NKWD” (2 lutego 1942), Orderem Czerwonej Gwiazdy (8 marca 1944), Orderem Suworowa II klasy (21 września 1945), Orderem Czerwonego Sztandaru Pracy i 13 medalami.
Służbę zakończył w 1959.